# Mountain Dwellings
Mountain Dwellings (in danese Bjerget) è un edificio residenziale situato nel quartiere Ørestad di Copenaghen, in Danimarca, composto da appartamenti collocati sopra un parcheggio a più piani.

## Descrizione

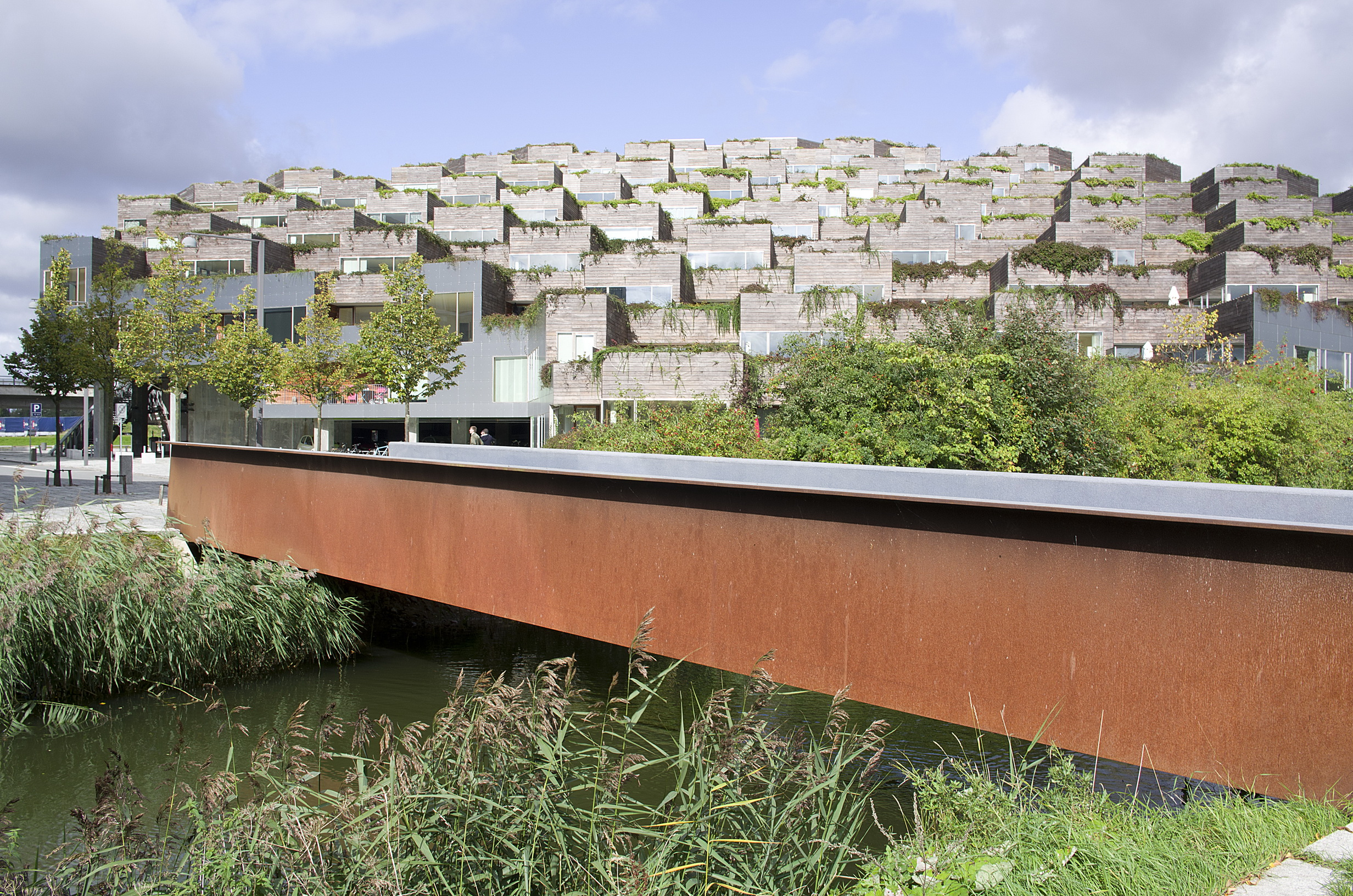

L'edificio è stato progettato dallo studio di architettura danese Bjarke Ingels Group. Gli appartamenti scalano il tetto inclinato in diagonale del garage, dal livello della strada all'11º piano, creando una "montagna" artificiale rivolta a sud. Ogni appartamento ha una terrazza sul tetto della proprietà di fronte e sotto di esso. Gli attici del cortile risultanti sono un tentativo di bilanciare "gli splendori del cortile di periferia con l'intensità di uno stile di vita urbano". In tutto l'edificio, gioca su una metafora montana e sullo scontro tra l'atmosfera urbana del parcheggio interno, i dintorni e il tranquillo e organico pendio collinare.